# وندی استرلو
وندی استرلو (انگلیسی: Wendy Strehlow؛ زادهٔ ۱۹۵۸) بازیگر یهودی اهل استرالیا است.
از فیلم‌ها یا مجموعه‌های تلویزیونی که وی در آن‌ها نقش داشته است، می‌توان به وایت لوتوس، همه قدیسین، خانه و دوری، سدل کلاب، گرما و فریب اشاره نمود.